# 尚思紹王
尚 思紹王（しょう ししょうおう、1354年 - 1421年）は、琉球王国の第一尚氏王統・初代国王（在位：1406年 - 1421年）。本名は思紹で、尚姓は後に送られたものである。もと山南（南山）国の佐敷按司。神号は君志真物（きみしまもの）。父は鮫川大主、母は大城按司の娘。

## 概要
1406年、嫡男の尚巴志は中山王武寧を滅ぼし（中山侵攻）、明の永楽帝に使いを遣わして、思紹を奉じて中山王とした。在位16年の間に明に30回の進貢をしている。また思紹の時代、永楽年間は動乱の時代でもあり、南山に勢力を伸ばし、1416年には北山侵攻で北山を滅ぼし、琉球統一の動きをみた。
思紹夫妻らの墓所の佐敷ようどれは、航空自衛隊知念分屯基地内にある。
近年、漢文学者の石井望は、『皇明實録』所載の蘇惹爬燕之、師惹、思紹、尚巴志はともに山南領域の「すざ（べじ）」（兄、王）の福建漢字音であるとする新説を立てている。

## 系譜
- 父：不詳。『中山世譜』に遺老伝（古老の言い伝え）として、父は鮫川大主との説を紹介している。
- 母：不詳。大城按司の娘（同じく遺老伝）
- 妹：馬天祝女
- 妃：不詳。美里子の娘（同じく遺老伝）
  - 長男：尚巴志
  - 次男：美里大親
  - 三男：（伝承）平田大比屋（子孫は孫氏となる）
  - 四男：与那原大親
  - 五男：（伝承）手登根大比屋（五世孫からは淑氏となる）
  - 長女：佐敷祝女